# Kevin Van Den Kerkhof
Kevin Daniel Van Den Kerkhof (ur. 14 marca 1996 w Maubeuge) – algierski piłkarz, występujący na pozycji prawego obrońcy we francuskim klubie FC Metz.

## Sukcesy

### Klubowe
F91 Dudelange
- Mistrzostwo Luksemburga: 2021/2022